# Alsóhermánd
Alsóhermánd (szlovákul: Dolný Harmanec) község Szlovákiában, a Besztercebányai kerületben, a Besztercebányai járásban.

## Fekvése
Besztercebányától 10 km-re északnyugatra fekszik.

## Története
A község határában fekvő barlangokban már a paleolitikumban is éltek emberek.
A falu bányásztelepülésként keletkezett a Besztercebánya városhoz tartozó területen, az itt működő kohók környékén a 14. században. 1540-ben „Hermans” alakban említik először, ekkor a Thurzó-Fugger család birtoka volt, akik 8 új kemencét építettek ide. 1546-ban az itteni kohók mintegy 200 embert foglalkoztattak. 1602-ben már csak 45-en lakták és a 18. század végére megszűnt a kohászat. Lakói mészégetéssel, fafeldolgozással foglalkoztak.
A 18. század végén Vályi András így ír róla: „HERMANCEZ. Réz olvasztó hely Besztercze Bányának birtokában, és ugyan annak filiája.”
1828-ban 24 házában 175 lakos élt, akik favágással, szénégetéssel és kohászattal foglalkoztak. Később az erdei munkák mellett a közeli papírgyárban dolgoztak, mely 1829-ben kezdte meg termelését a falu déli határában. 1883-ban Felsőhermánddal egyesítették.
A trianoni diktátumig területe Zólyom vármegye Besztercebányai járásához tartozott.
1957-ben vált önálló községgé.

## Népessége
| Év:            | 1994. | 2004.   | 2014.    | 2024.   |
| -------------- | ----- | ------- | -------- | ------- |
| Emberek száma: | 187   | 204     | 246      | 264     |
| Eltérés:       |       | +9,09 % | +20,58 % | +7,31 % |

| Év:            | 2023. | 2024.   |
| -------------- | ----- | ------- |
| Emberek száma: | 269   | 264     |
| Eltérés:       |       | -1,85 % |

2001-ben 181 lakosából 178 szlovák volt.
2011-ben 246 lakosából 235 szlovák.

## Nevezetességei
- A Nagy-Fátrában fekvő Hermándi-völgyben található a Hermándi cseppkőbarlang, hossza 2763 m. 1932-ben fedezték fel, 1950-óta látogatható.